# Alfred Nau
Pour les articles homonymes, voir Nau.
Alfred Nau (né le 21 novembre 1906 à Barmen, mort le 18 mai 1983 à Bonn) est un homme politique allemand.

## Biographie
Nau rejoint la Jeunesse socialiste ouvrière (SAJ) en 1922 et le SPD en 1925. Vendeur d'assurances de formation, il arrive à Berlin en tant que stagiaire auprès de la direction du parti en 1928 et devient assistant du caissier principal Konrad Ludwig en 1929. Nau s'enfuit en Tchécoslovaquie à l'arrivée au pouvoir des nazis en 1933, mais revient bientôt. Il travaille comme représentant de district pour une compagnie d'assurance et profite de ses nombreux voyages pour maintenir le contact au sein d'un réseau de résistance. Pour cette raison, il est arrêté 14 fois par la Gestapo et passe 14 mois en détention en 1935-1936 avant d'être acquitté faute de preuves. Il est militaire de 1942 à 1945.
En 1946, Nau est élu au comité exécutif fédéral du SPD en tant que trésorier du parti, fonction qu'il occupe jusqu'en 1975. En juin 1958, il devient membre du conseil de surveillance de Koncentration GmbH, un groupe d'intérêt important de sociétés d'édition et commerciales appartenant au SPD à l'époque. Il dirige la Fondation Friedrich-Ebert de 1970 jusqu'à sa mort et contribue à la fondation des Archives de la social-démocratie. Il est membre du syndicat des employés allemands.